# 安達幸之助
安達 幸之助（あだち こうのすけ、1824年〈文政7年〉- 1869年10月8日〈明治2年9月4日〉）は、幕末の加賀藩士、兵法家、教師。大村益次郎のもとで学び、帰藩後、壮猶館の教授として働いた。

## 生涯
1824年（文政7年）に加賀藩士として生まれる。名は寛栗。中宮某の子として生まれる。後に足軽である安達家の養子となり、安達家を継ぎ足軽となった。
1855年（安政2年）に江戸藩邸に在勤する。蘭学は村田蔵六〈大村益次郎〉に学び、漢学などは井口嘉一郎に学んだ。1856年（安政3年）に足軽小頭として働いた。
1860年（万延元年）には幕府の講武所で西洋兵学を教え、帰藩後には壮猶館教授となり大砲鋳造などにも従事した。その後は京都に出て益次郎に用いられ軍務官二等教授となった。また伏見兵学校で兵学、英学などの担当もした。
1869年（明治2年）に益次郎、静間彦太郎、幸之助との会食中に元長州藩士である団伸二郎、神代直人ら8人の刺客に襲われる。益次郎が捉えられた時、幸之助が益次郎を庇いその生涯を終えた。1869年〈明治2年〉9月4日、46歳没。
幸之助の死後、正五位が贈られた。

## 経歴
加賀藩士辻家の家来中宮五左衛門の次男。足軽である安達六郎の養子となり、安達家の家督となった。1856年（安政2年）に井口の教えもあり足軽小頭になる。同郷の嵯峨寿安や関沢明清、沢田直温らと村田の門に入り苦学の末、鳩居堂の塾頭に抜擢された。

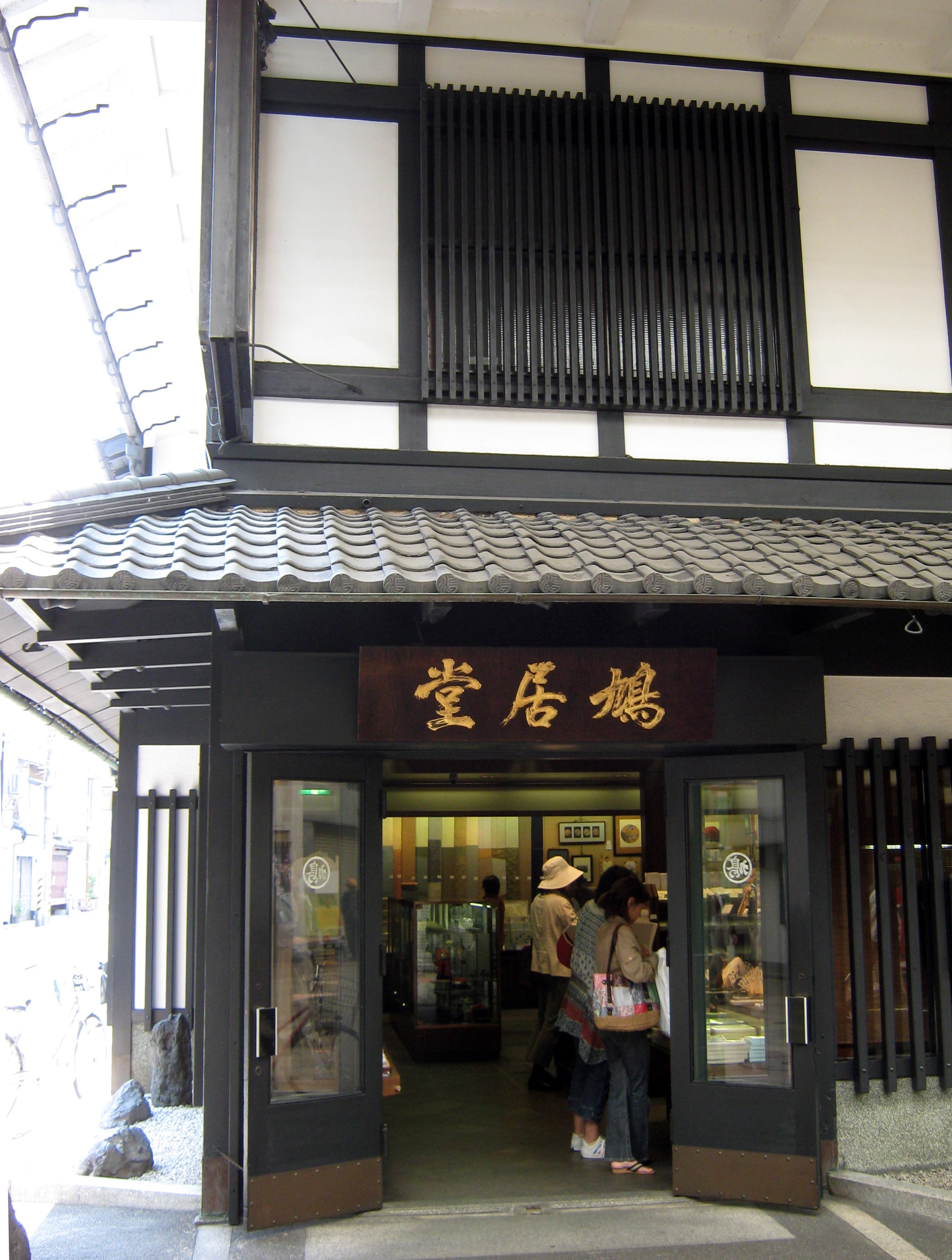
鳩居堂

帰藩後はオランダ語や英語などを担当する教師となった。1868年（明治元年）京都滞在中に益次郎と再会し、伏見兵学校の兵学や英学の教師になることを勧められた後、伏見兵学校の教師となった。
1869年（明治2年）京都の視察に訪れていた益次郎と鴨川沿いの長州藩控え屋敷で酒を酌み交わしていた幸之助と益次郎は、長州藩が率いた侠客に巻き込まれた。幸之助は益次郎を自ら庇い即死し、益次郎も敗血症を起こし大阪の病院で蘭医アントニウス・ボードウィンの右足切断手術の失敗で死去している。死去後、幸之助は正五位に叙せられた。

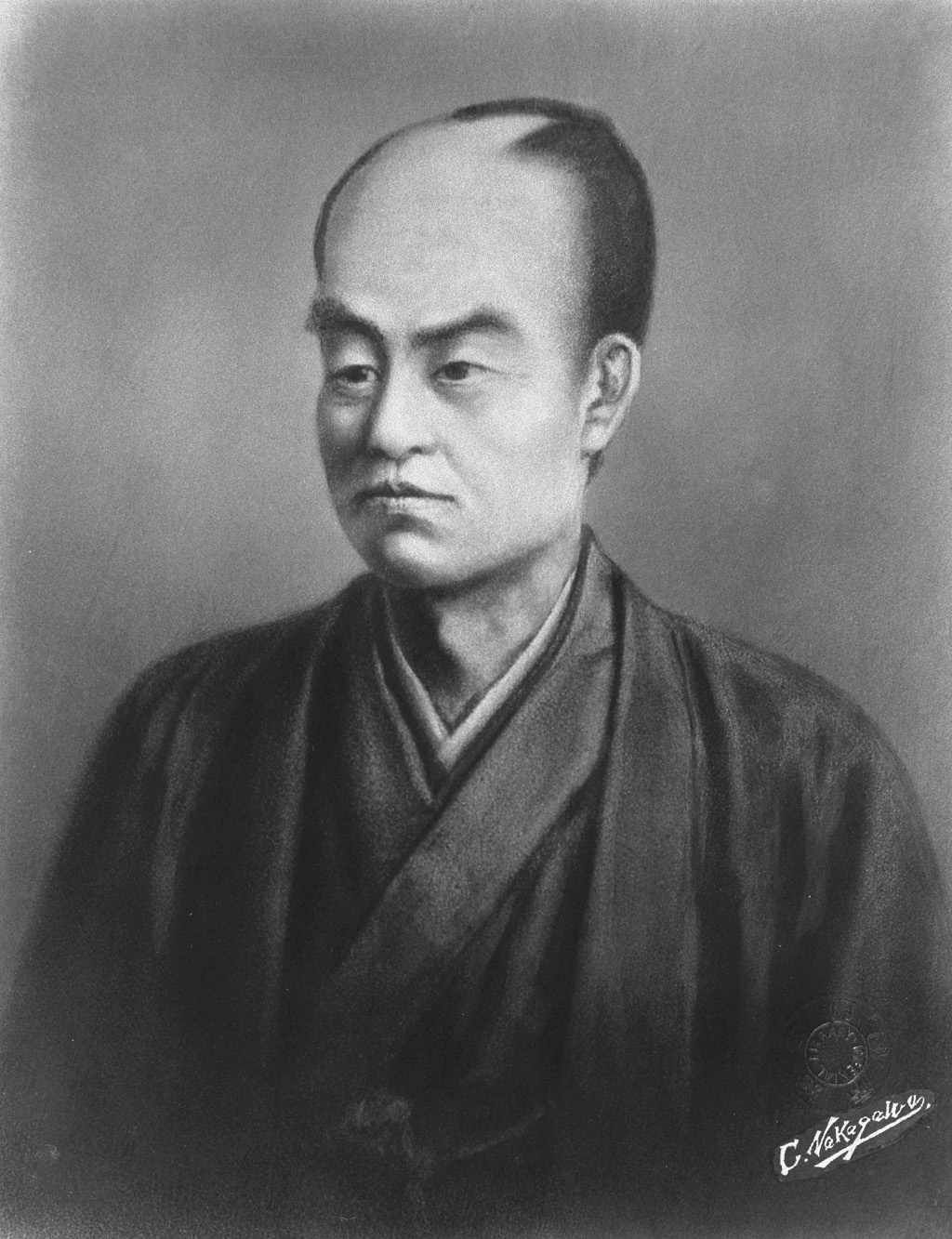
大村益次郎肖像

幸之助の墓は現在、金沢市に所在する野田山及び京都霊山護国神社にある。安達家の墓は現在、静明寺にある。「勤皇家安達幸之助君之碑」と刻んだ石柱を前に、1872年（明治5年）勝海舟の撰文による賛辞を刻んだ御影石の碑がある。
妻は幸之助と同じく加賀藩士山内信一の娘安達安子であり、幸之助との間に二男三女を授けた。後に正七位に叙せられ、勲六等を受賞している。長男の松太郎は陸軍士官学校・陸軍砲工学校の教官となり、次男の杉次郎は夭折した。長女の銀子は原正忠（陸軍歩兵少佐）に、次女の鉚子は桜井省三（海軍造船大監）に、三女の鉞子は石本新六（陸軍中将・男爵）に嫁いだ。

## 逸話
1868年（明治元年）に起きた元長州藩士達によるテロで益次郎が捉えられた時、幸之助が自ら益次郎の名乗り元長州藩士と闘い死亡したと言われる。

## 登場作品
- 花神（NHK大河ドラマ、1977年）演：山本紀彦